# Blue Thermal -青凪大學體育會航空部-
《Blue Thermal -青凪大學體育會航空部-》是由創作的日本漫畫，於《月刊漫畫@BUNCH》2015年6月號至2018年1月號連載。改編動畫電影於2022年3月4日於日本院線上映。

## 角色列表
都留たまき（聲：堀田真由）
空知大介（聲：榎木淳彌）
倉持潤（聲：島崎信長）
有坂祐介（聲：水石亜飛夢）

## 出版書籍
| 卷數 | 新潮社       | 新潮社                 |
| 卷數 | 發售日期     | ISBN                   |
| ---- | ------------ | ---------------------- |
| 1    | 2015年9月9日 | ISBN 978-4-10-771840-2 |
| 2    | 2016年4月9日 | ISBN 978-4-10-771886-0 |
| 3    | 2016年9月9日 | ISBN 978-4-10-771915-7 |
| 4    | 2017年5月9日 | ISBN 978-4-10-771978-2 |
| 5    | 2018年2月9日 | ISBN 978-4-10-772049-8 |

## 外部連結
- 漫畫官方網站（日語）
- 電影官方網站（日語）